# María Teresa Cervantes
María Teresa Cervantes Gutiérrez (Cartagena, Murcia, 8 de noviembre de 1931-Cartagena, 11 de octubre de 2024) fue una poeta española.

## Trayectoria
En 1961 algunas de sus obras fueron traducidas al árabe por el poeta marroquí Mohammad Sabbag. En 1966 fundó en Cartagena la revista de poesía Títiro canta. En 1969 se diplomó en Literatura Francesa en la Universidad de la Sorbona (París). Desde 1971 a 1995 impartió en Bonn clases de lengua y cultura españolas a hijos de emigrantes españoles. 
Parte de su obra fue incluida en la Antología de poesía femenina española (Editorial Bruguera, Barcelona, 1975), realizada por Carmen Conde. En 1997 escribió, al margen de su obra poética, una semblanza biográfica del pintor Salvador Reverte. Traducida al alemán por el escritor Herbert Becher, su poesía fue publicada en Die Brücke e. V. en Saarbrücken (Alemania, 2000-2005). 
En 2003, tras muchos años entre Alemania y Francia, regresó definitivamente a España, a Cartagena. Está incluida en el libro En voz alta (las poetas de las generaciones de los 50 y los 70), antología realizada por Sharon Keefe Ugalde, profesora de la Universidad de San Marcos de Texas. En 2008 la Asociación Cultural Diván (Los Dolores, Cartagena) ha incluido a Mª Teresa Cervantes entre los poetas homenajeados en el libro colectivo 4 y Cantares conversan. En 2010 apareció entre los poetas seleccionados en V Jornadas de poesía sobre el Segura (Ayuntamiento de Cieza, Murcia).
Carmen Arcas Ruano, en 4 y Cantares conversan dice de Mª Teresa Cervantes:

"Han sido cuarenta años a pie firme. Lejos de España. Cerca sólo de lo esencial: vivir. María Teresa se ha enriquecido allí de conocimiento, de pericia, de dominio de las situaciones; en definitiva de sabiduría".

## Reconocimientos
- Medalla de Bronce de Artes, Ciencias y Letras (Palais de la Mutualité, París, 1963).
- Diploma Superior de Estudios Franceses Modernos (París, 1968).
- Diploma en Literatura Francesa (La Sorbona, París, 1969)
- Dama de la Orden de Honor de P.A.H.C (Patria, Arte, Humanismo, Civismo), París, 1976.
- Placa de Honor, Mesa Café (La Unión, 1982).
- Premio de Poesía Consulado de Hamburgo (Tertulia Hispana El Butacón, 1990).
- Premio Emma Egea (Cartagena, 1992).
- Premio Ateneo de las Letras (Los Dolores, Cartagena, 2005).
- Premio Letra Capital, de Editorial MurciaLibro, a toda su trayectoria (Murcia, 2021).

## Obras

### Poesía y prosa poética
- Ventana de amanecer. Cartagena, 1954.
- La estrella en el agua. Athenas, Cartagena, 1962.
- Lluvia reciente. Baladre, Cartagena, 1966.
- El viento. Ed. Levante, Cartagena, 1982.
- A orillas del Rhin. Bonn, 1985.
- Edificio póstumo. Ed. Torremozas, Madrid, 1988.
- El bostezo del león. Ed. Torremozas, Madrid, 1989.
- Sin testigos. Ed. Torremozas, Madrid, 1990.
- El desierto. Fundación Emma Egea, Cartagena, 1994.
- El tiempo es todo mío, Antología. Ed. Vitruvio, Madrid, 2006.
- Nubes de otoño. Milán (Italia), 2007.
- Chopin nocturno. Editora Regional de Murcia, 2007.
- La palidez del eco. Huerga & Fierro, Madrid, 2007.
- Al fondo de la escena. Huerga & Fierro, Madrid, 2011.
- Cartas a un apátrida. Huerga & Fierro, Madrid, 2011.
- Ocaso musical. Huerga & Fierro, Madrid, 2013.
- Los rostros del silencio. Diego Marín, Librero-editor, Murcia. 2013.
- La sombra que me acompaña. 2015. Incluido en el volumen Cartas/La sombra que me acompaña, ver infra la sección Correspondencia.
- La travesía de los sentimientos. Ed. Torremozas, Madrid, 2016.
- La emoción del espacio. Huerga & Fierro, Madrid, 2016.
- La luna a media noche. Huerga & Fierro, Madrid, 2016.
- La noche sobre el hombro. Ed. Torremozas, Madrid, 2016.
- Vuelvo a encontrar mi azul. Ed. La Fea Burguesía, Murcia, 2018.
- El regreso imposible. Ed. Murcialibro, Murcia, 2020.

### Ensayos
- Salvador Reverte, Semblanza biográfica. Cartagena, 1997.
- Con la presencia y la figura (biografía del escultor Antonio Campillo). Dentro del volumen colectivo Antonio Campillo (Región de Murcia, Ayto. de Murcia, CAM, 2009).
- Edificio del recuerdo (memorias). Huerga & Fierro, Madrid, 2011.
- La imagen imposible (biografía del pintor José Betanzos). Huerga & Fierro, Madrid, 2011.

### Correspondencia
- Cartas/La sombra que me acompaña (Cartas de María Cegarra Salcedo a Mª Teresa, y otros escritos). Huerga & Fierro, Madrid, 2015.